# Eriogonum androsaceum
Eriogonum androsaceum är en slideväxtart som beskrevs av George Bentham. Eriogonum androsaceum ingår i släktet Eriogonum och familjen slideväxter. Inga underarter finns listade i Catalogue of Life.